# 渡辺幸子
渡辺 幸子（わたなべ　さちこ、1949年（昭和24年）4月18日 - ）は、日本の政治家。女性初の元東京都多摩市長（2期）。

## 来歴
長野県松本市出身。1972年（昭和47年）3月、中央大学法学部卒業。多摩市役所に入庁。企画部副参事、総務部次長（1998年）、市民部長などを歴任した。
2002年（平成14年）2月23日、多摩市長の鈴木邦彦が収賄の容疑で逮捕される。鈴木は3月4日付で市長を引責辞任。渡辺は4月1日付で市役所を退職し、4月21日に行われた市長選挙に出馬。民主党の推薦と社民党の支持を受けた阿部裕行ら3候補を破り初当選した。多摩市初の女性市長。2006年（平成18年）再選。2010年（平成22年）引退。